# Asphondylia swaedicola
Asphondylia swaedicola är en tvåvingeart som beskrevs av Jean-Jacques Kieffer och Jörgensen 1910. Asphondylia swaedicola ingår i släktet Asphondylia och familjen gallmyggor. Inga underarter finns listade i Catalogue of Life.